# Nazi Agent
Nazi Agent è un film del 1942 diretto da Jules Dassin.

## Produzione
Il film fu prodotto dalla Metro-Goldwyn-Mayer (MGM).